# Edward Macken
Edward Macken –conocido como Eddie Macken– (Granard, 20 de octubre de 1949) es un jinete irlandés que compitió en la modalidad de salto ecuestre.
Ganó dos medallas de plata en el Campeonato Mundial de Saltos Ecuestres en los años 1974 y 1978, y dos medallas en el Campeonato Europeo de Saltos Ecuestres entre los años 1977 y 1979. Participó en dos Juegos Olímpicos de Verano, en los años 1992 y 1996, ocupando el octavo lugar en Atlanta 1996, en la prueba por equipos.

## Palmarés internacional
| Campeonato Mundial | Campeonato Mundial      | Campeonato Mundial | Campeonato Mundial |
| Año                | Lugar                   | Medalla            | Categoría          |
| ------------------ | ----------------------- | ------------------ | ------------------ |
| 1974               | Hickstead (Reino Unido) | Medalla de plata   | Individual         |
| 1978               | Aquisgrán (RFA)         | Medalla de plata   | Individual         |
| Campeonato Europeo |                         |                    |                    |
| Año                | Lugar                   | Medalla            | Categoría          |
| 1977               | Viena (Austria)         | Medalla de plata   | Individual         |
| 1979               | Róterdam (Países Bajos) | Medalla de bronce  | Por equipos        |